# 1972年ミュンヘンオリンピックの競泳競技
1972年ミュンヘンオリンピックの競泳競技（1972ねんミュンヘンオリンピックのきょうぎきょうぎ）は、1972年8月28日から9月4日までの競技日程で実施された。

## 概要
男子は15種目、女子は14種目で争われた。

## 競技結果

### 男子
| 種目                 | 金                                                                                               | 金         | 銀 | 銀         | 銅                                                                                               | 銅         |
| -------------------- | ------------------------------------------------------------------------------------------------ | ---------- | --- | ---------- | ------------------------------------------------------------------------------------------------ | ---------- |
| 100m自由形           | マーク・スピッツ アメリカ合衆国 (USA)                                                            | 51秒22     | ジェリー・ハイデンライヒ アメリカ合衆国 (USA)                                                            | 51秒65     | ウラジミール・ブレ ソビエト連邦 (URS)                                                            | 51秒77     |
| 200m自由形           | マーク・スピッツ アメリカ合衆国 (USA)                                                            | 1分52秒78  | スティーブン・ジェンター アメリカ合衆国 (USA)                                                            | 1分53秒73  | ヴェルナー・ランペ 西ドイツ (FRG)                                                                | 1分53秒99  |
| 400m自由形           | ブラッド・クーパー オーストラリア (AUS)                                                          | 4分00秒27  | スティーブン・ジェンター アメリカ合衆国 (USA)                                                            | 4分01秒94  | トム・マクブリーン アメリカ合衆国 (USA)                                                          | 4分02秒64  |
| 1500m自由形          | マイケル・バートン アメリカ合衆国 (USA)                                                          | 15分52秒58 | グラハム・ウィンデット オーストラリア (AUS)                                                              | 15分58秒48 | ダグラス・ノースウェイ アメリカ合衆国 (USA)                                                      | 16分09秒25 |
| 100m背泳ぎ           | ローラント・マッテス 東ドイツ (GDR)                                                              | 56秒58     | マイク・スタム アメリカ合衆国 (USA)                                                                      | 57秒70     | ジョン・マーフィー アメリカ合衆国 (USA)                                                          | 58秒35     |
| 200m背泳ぎ           | ローラント・マッテス 東ドイツ (GDR)                                                              | 2分02秒62  | マイク・スタム アメリカ合衆国 (USA)                                                                      | 2分04秒09  | ミッチェル・アイビー アメリカ合衆国 (USA)                                                        | 2分04秒33  |
| 100m平泳ぎ 詳細      | 田口信教 日本 (JPN)                                                                              | 1分04秒94  | トム・ブルース アメリカ合衆国 (USA)                                                                      | 1分05秒43  | ジョン・ヘンケン アメリカ合衆国 (USA)                                                            | 1分05秒61  |
| 200m平泳ぎ           | ジョン・ヘンケン アメリカ合衆国 (USA)                                                            | 2分21秒55  | デビット・ウィルキー イギリス (GBR)                                                                      | 2分23秒67  | 田口信教 日本 (JPN)                                                                              | 2分23秒88  |
| 100mバタフライ       | マーク・スピッツ アメリカ合衆国 (USA)                                                            | 54秒27     | ブルース・ロバートソン カナダ (CAN)                                                                      | 55秒56     | ジェリー・ハイデンライヒ アメリカ合衆国 (USA)                                                    | 55秒74     |
| 200mバタフライ       | マーク・スピッツ アメリカ合衆国 (USA)                                                            | 2分00秒70  | ゲーリー・ホール・シニア アメリカ合衆国 (USA)                                                            | 2分02秒86  | ロビン・バックハウス アメリカ合衆国 (USA)                                                        | 2分03秒23  |
| 200m個人メドレー     | グンナル・ラーション スウェーデン (SWE)                                                          | 2分07秒17  | ティム・マッキー アメリカ合衆国 (USA)                                                                    | 2分08秒37  | スティーブ・ファーニス アメリカ合衆国 (USA)                                                      | 2分08秒45  |
| 400m個人メドレー     | グンナル・ラーション スウェーデン (SWE)                                                          | 4分31秒98  | ティム・マッキー アメリカ合衆国 (USA)                                                                    | 4分31秒98  | アンドラーシュ・ハルギタイ ハンガリー (HUN)                                                      | 4分32秒70  |
| 4×100m自由形リレー   | アメリカ合衆国 デビッド・エドガー ジョン・マーフィー ジェリー・ヘイデンレイシュ マーク・スピッツ | 3分26秒42  | ソビエト連邦 ウラジミール・ブレ ヴィクトル・マザノフ ヴィクトル・アボイモフ イーゴリ・グリエニコフ       | 3分29秒72  | 東ドイツ ローラント・マッテス ヴィルフリート・ハーツング ペーター・ブルッホ ルッツ・ウンガー     | 3分32秒42  |
| 4×200m自由形リレー   | アメリカ合衆国 ジョン・キンゼラ フレデリック・タイラー スティーブン・ジェンター マーク・スピッツ | 7分35秒78  | 西ドイツ クラウス・スタインバッハ ヴェルナー・ランペ ハンス・ヴォッセラー ハンス＝ヨアヒム・ファスナヒト | 7分41秒69  | ソビエト連邦 イーゴリ・グリベニコフ ヴィクトル・マザノフ ゲオルギ・クリコフ ウラジミール・ブレ   | 7分45秒76  |
| 4×100mメドレーリレー | アメリカ合衆国 マイク・スタム トム・ブルース マーク・スピッツ ジェリー・ハイデンライヒ           | 3分48秒16  | 東ドイツ ローラント・マッチース クラウス・カッツル ハルトムート・フレックナー ルッツ・ウンガー           | 3分52秒26  | カナダ エリック・フィッシュ ウィリアム・マホニー ブルース・ロバートソン ロバート・ケイスティング | 3分53秒26  |

### 女子
| 種目                 | 金                                                                                                   | 金        | 銀                                                                                                   | 銀        | 銅 | 銅        |
| -------------------- | --- | --------- | --- | --------- | --- | --------- |
| 100m自由形           | サンドラ・ニールソン アメリカ合衆国 (USA)                                                            | 58秒59    | シャーリー・ババショフ アメリカ合衆国 (USA)                                                          | 59秒02    | シェーン・グールド オーストラリア (AUS)                                                                | 59秒06    |
| 200m自由形           | シェーン・グールド オーストラリア (AUS)                                                              | 2分03秒56 | シャーリー・ババショフ アメリカ合衆国 (USA)                                                          | 2分04秒33 | キーナ・ロスハマー アメリカ合衆国 (USA)                                                                | 2分04秒92 |
| 400m自由形           | シェーン・グールド オーストラリア (AUS)                                                              | 4分19秒04 | ノヴェッラ・カリガリス イタリア (ITA)                                                                | 4分22秒44 | グートルーン・ヴェグナー 東ドイツ (GDR)                                                                | 4分23秒11 |
| 800m自由形           | キーナ・ロスハマー アメリカ合衆国 (USA)                                                              | 8分53秒68 | シェーン・グールド オーストラリア (AUS)                                                              | 8分56秒39 | ノヴェッラ・カリガリス イタリア (ITA)                                                                  | 8分57秒46 |
| 100m背泳ぎ           | メリッサ・ベローテ アメリカ合衆国 (USA)                                                              | 1分05秒78 | アンドレア・ギャルマチ ハンガリー (HUN)                                                              | 1分06秒26 | スージー・アトウッド アメリカ合衆国 (USA)                                                              | 1分06秒34 |
| 200m背泳ぎ           | メリッサ・ベローテ アメリカ合衆国 (USA)                                                              | 2分19秒19 | スージー・アトウッド アメリカ合衆国 (USA)                                                            | 2分20秒38 | ドナ・ガー カナダ (CAN)                                                                                | 2分23秒22 |
| 100m平泳ぎ           | キャサリン・カー アメリカ合衆国 (USA)                                                                | 1分13秒58 | ガリナ・プロズメンシコワ ソビエト連邦 (URS)                                                          | 1分14秒99 | ビバリー・ウィットフィールド オーストラリア (AUS)                                                      | 1分15秒73 |
| 200m平泳ぎ           | ビバリー・ウィットフィールド オーストラリア (AUS)                                                    | 2分41秒05 | デイナ・ショーエンフィールド アメリカ合衆国 (USA)                                                    | 2分42秒05 | ガリナ・プロズメンシコワ ソビエト連邦 (URS)                                                            | 2分42秒36 |
| 100mバタフライ       | 青木まゆみ 日本 (JPN)                                                                                | 1分03秒34 | ロスヴィータ・バイヤー 東ドイツ (GDR)                                                                | 1分03秒61 | アンドレア・ギャルマチ ハンガリー (HUN)                                                                | 1分03秒73 |
| 200mバタフライ       | カレン・モー アメリカ合衆国 (USA)                                                                    | 2分15秒57 | リン・コレラ アメリカ合衆国 (USA)                                                                    | 2分16秒34 | エリー・ダニエル アメリカ合衆国 (USA)                                                                  | 2分16秒74 |
| 200m個人メドレー     | シェーン・グールド オーストラリア (AUS)                                                              | 2分23秒07 | コルネリア・エンダー 東ドイツ (GDR)                                                                  | 2分23秒59 | リン・ビダリ アメリカ合衆国 (USA)                                                                      | 2分24秒06 |
| 400m個人メドレー     | ゲイル・ニール オーストラリア (AUS)                                                                  | 5分02秒97 | レスリー・クリフ カナダ (CAN)                                                                        | 5分03秒57 | ノヴェッラ・カリガリス イタリア (ITA)                                                                  | 5分03秒99 |
| 4×100m自由形リレー   | アメリカ合衆国 シャーリー・ババショフ ジェーン・バークマン ジェニファー・ケンプ サンドラ・ニールソン | 3分55秒19 | 東ドイツ アンドレア・アイフェ コルネリア・エンダー エルケ・ゼーミッシュ ガブリエレ・ヴェッツコ       | 3分55秒55 | 西ドイツ グートルーン・ベックマン ハイデマリー・ライネック アンゲラ・スタインバッハ ユッタ・ヴェーバー | 3分57秒93 |
| 4×100mメドレーリレー | アメリカ合衆国 メリッサ・ベローテ キャサリン・カー ディーナ・ディアーダッフ サンドラ・ニールソン     | 4分30秒35 | 東ドイツ クリスティーネ・ヘルブスト レナーテ・フォーゲル ロスヴィータ・バイヤー コルネリア・エンダー | 4分31秒88 | 西ドイツ グートルーン・ベックマン フレニ・エーベルレ ジルケ・ピーレン ハイデマリー・ライネック         | 4分32秒20 |

## 各国メダル数
| 順 | 国・地域             | 金 | 銀 | 銅 | 計 |
| -- | -------------------- | -- | -- | -- | -- |
| 1  | アメリカ合衆国 (USA) | 17 | 14 | 12 | 43 |
| 2  | オーストラリア (AUS) | 6  | 2  | 2  | 10 |
| 3  | 東ドイツ (GDR)       | 2  | 5  | 2  | 9  |
| 4  | 日本 (JPN)           | 2  | 0  | 1  | 3  |
| 5  | スウェーデン (SWE)   | 2  | 0  | 0  | 2  |
| 6  | ソビエト連邦 (URS)   | 0  | 2  | 3  | 5  |
| 7  | カナダ (CAN)         | 0  | 2  | 2  | 4  |
| 8  | 西ドイツ (FRG)       | 0  | 1  | 3  | 4  |
| 9  | イタリア (ITA)       | 0  | 1  | 2  | 3  |
| 9  | ハンガリー (HUN)     | 0  | 1  | 2  | 3  |
| 10 | イギリス (GBR)       | 0  | 1  | 0  | 1  |